# Aglomeración de Miskolc
Aglomeración de Miskolc una aglomeración de 13 municipios de Hungría, Borsod-Abaúj-Zemplén condado.

## Asentamientos
- Datos: Q1177775